# Rennia Davis
Rennia Tyi Davis (Jacksonville, 24 febbraio 1999) è una cestista statunitense, professionista nella WNBA.

## Carriera
È stata selezionata dalle Minnesota Lynx al primo giro del Draft WNBA 2021 (9ª scelta assoluta).